# DDR-Fußball-Liga 1961/62
Die Saison 1961/62 war die 12. Spielzeit der DDR-Liga, der zweithöchsten Spielklasse im DDR-Fußball.
In der gelang der SG Dynamo Dresden und dem SC Motor Karl-Marx-Stadt der Aufstieg in die DDR-Oberliga. Absteigen in die II. DDR-Liga musste nur der Vorjahresaufsteiger die BSG Motor Dessau.
Erfolgreichster Torjäger war wie im Vorjahr Dieter Legler von der SG Dynamo Dresden mit 27 Toren.

## Saisonüberblick

### Modus
Nachdem in den Jahren von 1955 bis 1960 das Spieljahr im Fußball mit dem Kalenderjahr identisch gewesen war, beschlossen die Funktionäre des DFV zum Jahr 1961, den Spielrhythmus wieder auf das alte System (Herbst-Frühjahr) umzustellen.
Wegen der längeren Spielzeit wurde die Liga übergangsweise in einer Dreifachrunde gespielt: Alle Mannschaften bestritten 18 Heim und Auswärtsspiele sowie 3 Spiele auf einen neutralen Platz.
Bedingt durch die Erweiterung der I. DDR-Liga von einer auf zwei Staffeln zur Spielzeit 1962/63 gab es nur einen Absteiger in die II. DDR-Liga. Aus dieser stiegen zur Folgesaison die jeweils ersten drei der fünf Staffeln auf.

### Abschlusstabelle
| Pl. | Mannschaft                      | Sp. | S  | U  | N  | Tore    | Diff. | Punkte |
| --- | ------------------------------- | --- | -- | -- | -- | ------- | ----- | ------ |
| 1.  | SG Dynamo Dresden               | 39  | 25 | 10 | 4  | 092:350 | +57   | 60:18  |
| 2.  | SC Motor Karl-Marx-Stadt        | 39  | 25 | 9  | 5  | 073:480 | +25   | 59:19  |
| 3.  | SG Dynamo Hohenschönhausen      | 39  | 21 | 8  | 10 | 071:420 | +29   | 50:28  |
| 4.  | SC Potsdam                      | 39  | 19 | 9  | 11 | 079:490 | +30   | 47:31  |
| 5.  | ASK Vorwärts Cottbus            | 39  | 15 | 10 | 14 | 077:620 | +15   | 40:38  |
| 6.  | BSG Chemie Zeitz (A)            | 39  | 16 | 6  | 17 | 059:520 | +7    | 38:40  |
| 7.  | BSG Wismut Gera                 | 39  | 14 | 10 | 15 | 060:590 | +1    | 38:40  |
| 8.  | BSG Einheit Greifswald          | 39  | 14 | 10 | 15 | 053:620 | −9    | 38:40  |
| 9.  | ASK Vorwärts Neubrandenburg (N) | 39  | 12 | 12 | 15 | 048:590 | −11   | 36:42  |
| 10. | SG Dynamo Eisleben              | 39  | 11 | 10 | 18 | 049:670 | −18   | 32:46  |
| 11. | BSG Chemie Wolfen               | 39  | 12 | 8  | 19 | 046:810 | −35   | 32:46  |
| 12. | BSG Stahl Eisenhüttenstadt (N)  | 39  | 8  | 12 | 19 | 039:600 | −21   | 28:50  |
| 13. | BSG Fortschritt Weißenfels (A)  | 39  | 10 | 5  | 24 | 042:740 | −32   | 25:53  |
| 14. | BSG Motor Dessau (N) (1)        | 39  | 7  | 9  | 23 | 054:920 | −38   | 21:55  |

| (A) Absteiger aus der DDR-Oberliga 1960  |
| (N) Aufsteiger aus der II. DDR-Liga 1960 |

Namensänderung vor und während der Saison
- Mit der Gründung vom SC Potsdam im Januar 1961, erfolgte die Übernahme des Stammkaders der BSG Rotation Babelsberg sowie die Übertragung des Startrechts für die DDR-Liga.
- Rückbenennung Mitte Juni 1961 von SC Fortschritt Weißenfels → BSG Fortschritt Weißenfels
- Nachdem Stalinstadt im Rahmen der Entstalinisierung am 13. November 1961 in Eisenhüttenstadt umbenannt worden war, nahm auch die BSG Stahl diesen Namen an.

### Kreuztabelle
Die Kreuztabelle stellt die Ergebnisse aller Spiele (ausgenommen Neutrale Runde) dieser Saison dar. Die Heimmannschaft ist in der linken Spalte aufgelistet und die Gastmannschaft in der obersten Reihe.
| DDR-Liga 26. Februar 1961 – 17. Juni 1962 | DDR-Liga 26. Februar 1961 – 17. Juni 1962 | SG Dynamo Dresden | SC Motor Karl-Marx-Stadt | SG Dynamo Hohenschönhausen | SC Potsdam | ASK Vorwärts Cottbus | BSG Chemie Zeitz | BSG Wismut Gera | BSG Einheit Greifswald | ASK Vorwärts Neubrandenburg | SG Dynamo Eisleben | BSG Chemie Wolfen | BSG Stahl Eisenhüttenstadt | BSG Fortschritt Weißenfels | BSG Motor Dessau |
| 01.                                       | SG Dynamo Dresden                         |                   | 3:0 0                    | 1:1 0                      | 2:2 5:2    | 3:1 0                | 3:0 2:0          | 2:2 0           | 2:0 0                  | 5:0 0                       | 4:2 0              | 4:0               | 1:0 2:0                    | 4:1 2:2                    | 2:0 0            |
| 02.                                       | SC Motor Karl-Marx-Stadt                  | 1:0 2:1           |                          | 2:1 1:0                    | 1:0 0      | 2:0 0                | 2:1 0            | 3:2 0           | 2:0 0                  | 2:0 0                       | 0:0 2:0            | 0:1 0             | 3:1 0                      | 2:1 6:1                    | 3:2 2:2          |
| 03.                                       | SG Dynamo Hohenschönhausen                | 0:0 1:3           | 0:1 0                    |                            | 3:1 2:0    | 3:2 0                | 0:2 0            | 2:0 2:2         | 2:0 3:2                | 3:1 0                       | 5:2 0              | 1:0 6:0           | 0:1 0                      | 4:1 0                      | 4:0 0            |
| 04.                                       | SC Potsdam                                | 3:3 0             | 1:2 3:1                  | 5:1 0                      |            | 3:0 1:3              | 2:1 0            | 3:1 0           | 0:0 0                  | 1:0 1:2                     | 1:0 3:2            | 8:0 0             | 3:1 0                      | 2:1 0                      | 4:0 5:2          |
| 05.                                       | ASK Vorwärts Cottbus                      | 1:2 0             | 2:3 2:2                  | 1:1 3:2                    | 2:1 0      |                      | 2:1 0            | 2:3 0           | 2:0 6:0                | 4:2 1:2                     | 1:1 0              | 5:3 0             | 4:1 0                      | 3:0                        | 3:0 0            |
| 06.                                       | BSG Chemie Zeitz                          | 0:1 0             | 2:3 0                    | 1:2 0:1                    | 1:0        | 3:2 4:2              |                  | 3:2 0:1         | 3:0 0                  | 2:1 4:2                     | 3:3 0              | 3:0 0             | 1:1 0                      | 2:0 0                      | 2:0 0            |
| 07.                                       | BSG Wismut Gera                           | 0:1 0             | 2:2 0:1                  | 1:0 0                      | 1:1        | 2:2 0                | 4:3 0            |                 | 1:0 0:1                | 1:1 0                       | 2:1 0              | 3:1 0             | 3:0 1:2                    | 1:0 0                      | 6:0 3:3          |
| 08.                                       | BSG Einheit Greifswald                    | 1:2 0:5           | 2:2 0                    | 1:1 0                      | 1:3 0      | 1:1 0                | 2:0 1:2          | 2:1 0           |                        | 4:1 0                       | 2:1 0              | 1:1 3:0           | 2:1 3:2                    | 0:0 0                      | 0:0 3:2          |
| 09.                                       | ASK Vorwärts Neubrandenburg               | 3:0 1:1           | 0:0 2:2                  | 0:0 0                      | 1:1 0      | 1:1 0                | 1:0 0            | 2:4 0:1         | 2:1 1:1                |                             | 2:1 0:2            | 3:0 0             | 2:0 0                      | 1:1 0                      | 1:3 0            |
| 10.                                       | SG Dynamo Eisleben                        | 3:2 0             | 1:1 0                    | 0:1 2:1                    | 0:2 0      | 0:2 0                | 1:1 2:1          | 2:0 0           | 0:3 2:0                | 1:4 0                       |                    | 1:1               | 1:1 1:0                    | 3:0 0                      | 1:1 0            |
| 11.                                       | BSG Chemie Wolfen                         | 2:2 0             | 2:3 0                    | 1:4 0                      | 1:3 0      | 3:2 3:3              | 1:0 0            | 2:1 3:2         | 0:0 0                  | (2) 2:0                     | 3:2 0              |                   | 1:1 2:0                    | 4:2 0                      | 2:1              |
| 12.                                       | BSG Stahl Eisenhüttenstadt                | 1:2 0             | 2:3 1:2                  | 2:4 0                      | 2:2 0:2    | 0:0                  | 0:0 1:1          | 1:1 0           | 1:4 0                  | 0:0 0                       | 4:1 0              | 2:0 0             |                            | 2:1 1:0                    | 2:2 0            |
| 13.                                       | BSG Fortschritt Weißenfels                | 0:1 0             | 2:3 0                    | 1:4 0:1                    | 1:1 0      | 0:2 0                | 1:0 0            | 0:1 1:0         | 3:2 0                  | 3:1 0:0                     | 1:3 2:0            | 1:0               | 1:0 0                      |                            | 1:2 0            |
| 14.                                       | BSG Motor Dessau                          | 2:5 0:0           | 0:3 0                    | 1:1 0                      | 0:0 0      | 1:2 5:4              | 0:2 3:2          | 4:2 0           | 1:2 0                  | 2:5 0                       | 3:1 1:3            | 4:0 0             | 2:2 0                      | 2:3 1:5                    |                  |

#### 1. Neutrale Runde(5.Spieltag)
|                             | Ergebnis |                            | Spielort    |
| --------------------------- | -------- | -------------------------- | ----------- |
| ASK Vorwärts Cottbus        | 1:1      | SG Dynamo Dresden          | Forst       |
| SG Dynamo Eisleben          | 1:1      | BSG Wismut Gera            | Salzmünde   |
| ASK Vorwärts Neubrandenburg | 1:1      | SG Dynamo Hohenschönhausen | Angermünde  |
| BSG Motor Dessau            | 0:1      | BSG Stahl Stalinstadt      | Hennigsdorf |
| SC Fortschritt Weißenfels   | 1:2      | BSG Einheit Greifswald     | Anklam      |
| SC Motor Karl-Marx-Stadt    | 0:2      | BSG Chemie Zeitz           | Weida       |
| SC Potsdam                  | 2:0      | BSG Chemie Wolfen          | Staßfurt    |

#### 2. Neutrale Runde(8.Spieltag)
|                            | Ergebnis |                             | Spielort     |
| -------------------------- | -------- | --------------------------- | ------------ |
| BSG Chemie Wolfen          | 1:1      | BSG Chemie Zeitz            | Rodleben     |
| SC Fortschritt Weißenfels  | 1:4      | SC Potsdam                  | Herzberg     |
| SC Motor Karl-Marx-Stadt   | 3:3      | BSG Einheit Greifswald      | Perleberg    |
| SG Dynamo Hohenschönhausen | 2:0      | BSG Stahl Stalinstadt       | Letschin     |
| BSG Wismut Gera            | 1:0      | ASK Vorwärts Cottbus        | Großenhain   |
| SG Dynamo Dresden          | 5:0      | SG Dynamo Eisleben          | Zwenkau      |
| BSG Motor Dessau           | 1:2      | ASK Vorwärts Neubrandenburg | Fürstenwalde |

#### 3. Neutrale Runde(11.Spieltag)
|                            | Ergebnis |                             | Spielort             |
| -------------------------- | -------- | --------------------------- | -------------------- |
| SG Dynamo Hohenschönhausen | 1:0      | BSG Motor Dessau            | Zerbst               |
| SC Potsdam                 | 2:3      | BSG Einheit Greifswald      | Bützow               |
| BSG Stahl Stalinstadt      | 2:0      | ASK Vorwärts Neubrandenburg | Torgelow             |
| SG Dynamo Dresden          | 4:0      | BSG Wismut Gera             | Hohenstein-Ernstthal |
| SG Dynamo Eisleben         | 1:0      | ASK Vorwärts Cottbus        | Torgau               |
| BSG Chemie Zeitz           | 4:2      | SC Fortschritt Weißenfels   | Leuna                |
| SC Motor Karl-Marx-Stadt   | 0:3      | BSG Chemie Wolfen           | Rudolstadt           |

### Torschützenliste
|     | Spieler                 | Mannschaft                                           | Tore |
| --- | ----------------------- | ---------------------------------------------------- | ---- |
| 01. | Dieter Legler           | SG Dynamo Dresden                                    | 27   |
| 02. | Klaus Büchner           | BSG Wismut Gera                                      | 22   |
| 02. | Erhard Heilemann        | BSG Chemie Wolfen                                    | 22   |
| 04. | Horst Meyer             | BSG Fortschritt Weißenfels                           | 20   |
| 05. | Jürgen Schülbe          | SG Dynamo Eisleben                                   | 19   |
| 06. | Eberhard Schuster       | SC Motor Karl-Marx-Stadt                             | 18   |
| 07. | Heinz Dresler           | SC Potsdam                                           | 17   |
| 08. | Erhard Kochale          | SC Potsdam                                           | 15   |
| 09. | Karl-Heinz Zeidler      | ASK Vorwärts Cottbus                                 | 14   |
| 10. | Hans Ackermann          | BSG Chemie Zeitz (12) BSG Fortschritt Weißenfels (1) | 13   |
| 10. | Siegfried Aldermann     | SC Potsdam                                           | 13   |
| 10. | Eberhard Fischer        | SG Dynamo Dresden                                    | 13   |
| 10. | Dieter Rebentisch       | SG Dynamo Hohenschönhausen                           | 13   |
| 10. | Hans-Joachim Steinfurth | BSG Einheit Greifswald                               | 13   |

### Zuschauer
- In 272 Spielen kamen 908.500 Zuschauer ({\displaystyle \varnothing } 3.340 pro Spiel) in die Stadien.

Größte Zuschauerkulisse
 (allgemein)
15.000 SG Dynamo Dresden – SG Dynamo Hohenschönhausen (36. Spieltag)
(neutraler Platz)
5.000 SC Fortschritt Weißenfels – BSG Einheit Greifswald (5. Spieltag) in Anklam
Niedrigste Zuschauerkulisse
 (allgemein)
300 SG Dynamo Hohenschönhausen – BSG Chemie Zeitz (27. Spieltag)
(neutraler Platz)
500 SG Dynamo Hohenschönhausen – BSG Stahl Stalinstadt (8. Spieltag) in Letschin
| Mannschaft                  | Gesamt  | {\displaystyle \varnothing } | Heim     | {\displaystyle \varnothing } | Ausw.  | {\displaystyle \varnothing } | Neutral | {\displaystyle \varnothing } |
| --------------------------- | ------- | ---------------------------- | -------- | ---------------------------- | ------ | ---------------------------- | ------- | ---------------------------- |
| SG Dynamo Dresden           | 211.800 | 5.431                        | 130.5000 | 7.250                        | 72.300 | 4.017                        | 9.000   | 3.000                        |
| SC Motor Karl-Marx-Stadt    | 208.300 | 5.341                        | 136.0000 | 7.556                        | 65.700 | 3.650                        | 6.600   | 2.200                        |
| SG Dynamo Hohenschönhausen  | 103.800 | 2.662                        | 18.900   | 1.050                        | 78.900 | 4.383                        | 6.000   | 2.000                        |
| SC Potsdam                  | 132.000 | 3.385                        | 64.000   | 3.556                        | 65.000 | 3.611                        | 3.000   | 1.000                        |
| ASK Vorwärts Cottbus        | 129.400 | 3.318                        | 63.000   | 3.500                        | 59.700 | 3.317                        | 6.700   | 2.233                        |
| BSG Chemie Zeitz            | 145.900 | 3.741                        | 74.600   | 4.144                        | 64.500 | 3.583                        | 6.800   | 2.267                        |
| BSG Wismut Gera             | 110.500 | 2.833                        | 51.700   | 2.872                        | 52.100 | 2.894                        | 6.700   | 2.233                        |
| BSG Einheit Greifswald      | 133.000 | 3.410                        | 64.400   | 3.578                        | 61.500 | 3.417                        | 7.100   | 2.367                        |
| ASK Vorwärts Neubrandenburg | 093.000 | 2.447                        | 40.400   | 2.244                        | 46.500 | 2.735                        | 6.100   | 2.033                        |
| SG Dynamo Eisleben          | 095.300 | 2.444                        | 25.000   | 1.389                        | 66.900 | 3.717                        | 3.400   | 1.133                        |
| BSG Chemie Wolfen           | 081.600 | 2.147                        | 28.500   | 1.676                        | 49.500 | 2.750                        | 3.600   | 1.200                        |
| BSG Stahl Eisenhüttenstadt  | 100.900 | 2.587                        | 37.600   | 2.089                        | 59.100 | 3.283                        | 4.200   | 1.400                        |
| BSG Fortschritt Weißenfels  | 115.000 | 2.949                        | 46.300   | 2.572                        | 61.000 | 3.389                        | 7.700   | 2.567                        |
| BSG Motor Dessau            | 156.500 | 4.013                        | 87.000   | 4.833                        | 65.200 | 3.622                        | 4.300   | 1.433                        |

## Aufsteiger
| 1.                         | SG Dynamo Dresden |
| Logo der SG Dynamo Dresden | Horst Rohne (35 Spiele / Tore -) Peter Wühn (38/1), Wolfgang Haustein (34/-), Gerhard Prautzsch (35/-) Wolfgang Oeser (38/6) , Werner Neidhardt (28/-) Eberhard Fischer (37/13), Arnulf Pahlitzsch (38/7), Dieter Legler (39/27), Bernd Hofmann (37/11), Paul Fröhlich (23/12) Trainer: Helmut Petzold                                                                           |
| Logo der SG Dynamo Dresden | außerdem: Helmuth Danilowski (Tor 5/-), Hinrik Schoof (Tor 1/-); Dieter Neubauer (10/-), Heinz Wieczoreck (1/-); Günter Weichelt (5/-); Siegfried Gumz (17/6), Gert Herold (19/3), Bernd Löffler (1/1), Erich Siede (2/2), Siegfried Walther (1/1). dazu je ein Eigentor von Joachim Röstel (Dynamo Eisleben) und Gerhard Rössel (SC Potsdam) ohne Einsatz: Gerhard Koblitz (TW) |

| 2.                                | SC Motor Karl-Marx-Stadt |
| Logo vom SC Motor Karl-Marx-Stadt | Dieter Löschner (32 Spiele / Tore -) Dieter Nötzold (34/-), Willy Holzmüller (39/1) , Winfried Patzer (38/-) Wolfgang Schmidt (38/2), Eberhard Winkler (33/3) Eberhard Schuster (39/18), Rolf Steinmann (35/10), Ralf Hübner (20/11), Horst Freitag (27/4), Eberhard Vogel (20/8) Trainer: Heinz Werner |
| Logo vom SC Motor Karl-Marx-Stadt | außerdem: Rolf Schleußner (Tor 10/-); Manfred Haase (1/-), Wolfgang Müller (4/-); Fritz Feister (3/-), Peter Fischer (11/-); Claus Bauer (1/-), Herbert Hirsch (1/-), Hartwig Knopf (7/-), Hartmut Rentzsch (3/-), Claus Rüdrich (8/-), Ulrich Sperschneider (22/8), Eberhard Taubert (26/6). dazu je ein Eigentor von Günter Friedrich (Stahl Eisenhüttenstadt) und Wolfgang Schmidt (Vorwärts Cottbus) ohne Einsatz: Guido Körner (TW) |